# DFS-Kopernikus
DFS-Kopernikus (Deutscher Fernmeldesatellit Kopernikus, benannt nach dem Astronomen Nikolaus Kopernikus) war der Name dreier geostationärer Nachrichtensatelliten der Deutschen Bundespost (später Deutsche Telekom). Sie sind inzwischen alle außer Dienst gestellt und in einen Friedhofsorbit verbracht worden.
- DFS-Kopernikus 1: 23,5° Ost (1989–1992), später 33,5° Ost (1992–1995)
- DFS-Kopernikus 2: 28,5° Ost (1990–2000)
- DFS-Kopernikus 3: 23,5° Ost (1992–2002)

## Die Anfänge
1982 traf die Deutsche Bundespost die Entscheidung für den Aufbau eines nationalen Fernmelde-Satelliten-Systems. Die Fertigung der Satelliten wurde 1983 an ein deutsches Industrie-Konsortium mit Namen RDFS (später GESAT), bestehend aus den Firmen MBB-ERNO und AEG-Telefunken Nachrichtentechnik GmbH (ANT) (vormals AEG-Telefunken), vergeben. ANT gehörte ab 1983 einem Konsortium von Thomson, Bosch, Mannesmann und der Allianz-Versicherung.
Als die Entwicklung begann, sollten sie zwei Zwecken dienen:
1. Als Fernmeldesatelliten für Telekommunikationsverbindungen (Telefon, Telex, Telefax, Datex etc.) innerhalb des Bundesgebietes und nach Berlin (West)
2. Für die Übertragung von Fernsehbildern von Ü-Wagen in die Sendeanstalten und der Zuführung von Fernsehprogrammen in die sich damals im Aufbau befindlichen Kabelfernsehnetze

Die Konzeption umfasste die Satelliten DFS I und DFS II im geostationären Orbit sowie einen Ersatzsatelliten am Boden. Für DFS I wurde die Position 23,5° Ost und für DFS II 28,5° Ost vorgesehen.

## Technik
Die Satelliten hatten eine Startmasse von ca. 1400–1415 kg und am Beginn ihrer Lebenszeit auf der geostationären Umlaufbahn eine Masse von 850 kg. Ihre Solarmodule hatten eine Spannweite von 15,5 Metern und lieferten bis zu 1550 Watt elektrische Leistung. Die Kommunikationsausrüstung besteht aus zehn 14/11–12-GHz-Transpondern (plus fünf als Reserve) sowie einem experimentellen 30/20-GHz-Transponder. Die Sendeleistung pro Transponder betrug 20 Watt. Die drei 11-GHz-Band-Transponder (FSS-Band) haben eine Bandbreite von je 72 MHz, die sieben Transponder für das 12-GHz-Band (SMS-Band) eine Bandbreite von je 36 MHz.

## Einsatzgeschichte
Kopernikus 1 wurde am 5. Juni 1989 mit einer Ariane 4 Rakete in die geostationäre Transferbahn gebracht und auf 23,5° Ost positioniert. Ab 1. August 1989 nahm er seine Arbeit auf. Obwohl er dafür weder ausgelegt noch geplant wurde, verwendete die Deutsche Bundespost ihn zu dieser Zeit hauptsächlich nicht als Fernmeldesatellit, sondern als Fernsehsatellit. DFS-Kopernikus sollte die Verzögerungen im DBS-Fernsehen egalisieren, die durch Bau und Startverschiebungen, durch politische Streitigkeiten sowie den technischen Verlust des TV-SAT 1 entstanden, und so das Eindringen der privatwirtschaftlichen Astra-Satelliten in den deutschen Fernsehmarkt verhindern. Zur Einspeisung in die Kabelfernsehnetze wurden die Programme 3sat, PRO 7, West 3, Tele 5, Bayerisches Fernsehen, Eins Plus, RTL Plus sowie das bereits über TV-SAT 2 im Betriebsversuch befindliche DSR-Paket aufgeschaltet.
Kopernikus 2 wurde ebenfalls mit einer Ariane 4 am 24. Juli 1990 auf 28,5° Ost positioniert und übernahm dieser ab 3. September 1990 alle noch auf Kopernikus 1 verbliebenen Fernmeldedienste, so dass alle Transponder auf Kopernikus 1 mit Fernsehprogrammen belegt wurden, so u. a. mit Teleclub.  Kopernikus 3 wurde am 12. Oktober 1992 mit einer Delta-II-Rakete in den Orbit gebracht und löste Kopernikus 1 auf 23,5° Ost ab. Kopernikus 1 wurde auf 33,5° Ost verschoben, wo er als Fernmeldesatellit arbeitete, bis er außer Kontrolle geriet.
DFS-Kopernikus war nicht als Direktempfangssatellit konzipiert. Zur TV-Übertragung mussten daher neben den drei sehr breiten 72-MHz-Transpondern, die im Frequenzbereich 11,45–11,7 GHz (und damit im üblichen FSS-Frequenzband) lagen, auch die sieben 36 MHz breiten Fernmeldetransponder im bisher für Satellitenfernsehen unüblichen SMS-Band 12,5–12,75 GHz eingesetzt werden. Ein solches Frequenzband konnten aber die damals im Handel befindlichen Satellitenempfangsanlagen für den Direktempfang der Eutelsat-13°-Ost-Satellitenposition nicht verarbeiten und mussten daher für den DFS-Kopernikus-Empfang im SMS-Band erst aufgerüstet werden. Das Astra-System hingegen folgte mit seinem Frequenzplan (bis zu Astra 1D) konsequent dem Eutelsat-Standard (10,95–11,75 GHz).
Viele Sat-Enthusiasten, welche damals über eine bestehende Sat-Empfangsanlage verfügten, wählten daher nicht den aufwendigeren Weg zur Umstellung auf DFS-Kopernikus 23,5° Ost, sondern schwenkten ihre Empfangsanlage lediglich von Eutelsat-ECS 13° Ost wenige Grade nach links zu Astra-ECS 19,2° Ost.
Neu zu installierende Kopernikus-Empfangsanlagen, welche hauptsächlich vom Fachhandel propagiert wurden, fanden durch einen wesentlich höheren Preis gegenüber Astra-Empfangsanlagen, die auch über Baumärkte vertrieben wurden, keine massenhafte Verbreitung. Das obwohl sich bis zum Start des Satelliten Astra 1C und der Aufschaltung von ARD und ZDF auf das Astra-System mehr deutschsprachige Fernsehprogramme auf Kopernikus 3 als auf diesem befanden.
Nach dem Start eines dritten auf 19,2° Ost parallel positionierten Astra-Satelliten Astra 1C, der am 12. Mai 1993 erfolgte, war der Kampf um den deutschsprachigen Satellitenhimmel entschieden und fand mit dem Aufschalten von ARD und ZDF am 27. August 1993 auf das Astra-Satellitensystem seinen Abschluss. Über die drei kopositionierten Astra-Satelliten wurde damit der Empfang von 48 Fernsehprogrammen über eine Antenne möglich und damit befanden sich erstmals mehr deutschsprachige Fernsehprogramme auf dem privaten Astra-System als auf Kopernikus 3.
Von da an wurden nur noch für den durchschnittlichen Satellitenzuschauer unbedeutende Zuspielungen zu den Kabelfernsehnetzen durchgeführt. Beispielsweise liefen auf Kopernikus 3 im Sommer 1995 die ersten Sendungen der deutschsprachigen Ausgabe des privaten Kinderprogrammes Nickelodeon. Daneben arbeitete der Satellit nun wie ursprünglich geplant als Fernmeldesatellit. Im Jahre 2002 vermietete die Deutsche Telekom den Satelliten für seine restliche Lebenszeit an die griechische Hellas Sat, wo er bis zum Ende der Lebenszeit im Jahr 2003 unter dem Namen HellasSat 1 lief.

## Verwendung nach dem Mauerfall
Nach dem Mauerfall entstand rasch ein hoher Bedarf an innerdeutschen Telefonverbindungen. Da die Fernmeldekabel und Richtfunkstrecken nicht schnell genug ausgebaut werden konnten, wurde der neue DFS-Kopernikus 2 28,5° Ost  zwischenzeitlich als Fernmeldesatellit eingesetzt. Diese wurden u. a. an die Erdfunkstelle Neu Golm herangeführt.

## Der Nachfolger
Weil kein deutscher Satellit sie belegte, drohte nun Deutschland der Verlust der Orbitalposition 23,5° Ost. Die Telekom war an einem eigenen neuen Satelliten nicht interessiert, obwohl Bedarf für einen Kommunikationssatelliten vorhanden war und ist. Deshalb wurde eine Vereinbarung mit der Astra-Betreibergesellschaft SES geschlossen. Diese sieht den Betrieb eines Astra-Satelliten auf der deutschen Orbitalposition vor, der die dort Deutschland zugeteilten Frequenzen nutzt. Der Satellit Astra 3A nahm als Nachfolgesatellit von Kopernikus 3 im Jahr 2002 seine Arbeit auf. Im Mai 2010 wurde er durch Astra 3B abgelöst, welcher voraussichtlich bis 2025 (Ende der angenommenen Lebensdauer) an dieser Position bleibt.

## Empfangsvoraussetzungen
Die Kopernikus-Satelliten waren Anfang der 1990er-Jahre mit Satellitenschüsseln ab zirka 85 cm Durchmesser in Deutschland empfangbar, während für Astra 1A 60 cm Durchmesser ausreichten. Anders als für Astra 1A benötigte jedoch der Zuschauer für DFS-Kopernikus einen teuren LNB, der sowohl den (von Astra 1A ausschließlich genutzten) Frequenzbereich von 10,95–11,7 GHz als auch den Frequenzbereich von 12,5–12,75 GHz empfangen konnte. Wegen der höheren Kosten und der größeren benötigten Satellitenschüssel konnten sich die Kopernikus-Satelliten trotz des damals größeren Programmangebotes nicht im Massenmarkt behaupten. Die Kabelfernsehnetze der Deutschen Bundespost wurden jedoch überwiegend durch die Kopernikus-Satelliten versorgt.
Marktanteile Direct-to-Home etwa 1990 in Deutschland:
- Astra: ca. 80 %
- Kopernikus: ca. 20 %
- TV-SAT: wahrscheinlich unter 1 %